# Kalle Ankas björnäventyr
Kalle Ankas björnäventyr (engelska: Grin and Bear It) är en amerikansk animerad kortfilm med Kalle Anka från 1954.

## Handling
Björnarna i Brownstones nationalpark blir beordrade av skogvaktare Woodlore att umgås med turisterna, under förutsättning att ingenting blir stulet. Kalle Anka får umgås med Björnen Humphrey, som gärna vill ha hans mat.

## Om filmen
Filmen hade svensk premiär den 3 december 1954 på Sture-Teatern i Stockholm och ingick i kortfilmsprogrammet Kalle Ankas glada varieté tillsammans med sju kortfilmer till; Plutos födelsedagsskiva, Kalle Anka och samvetet, Fyrbenta eskimåer (ej Disney), Jan Långben dansar, Kalle Ankas nye granne, Kalle Anka och Jumbo och Jultomtens verkstad.
Filmen har givits ut på VHS och finns dubbad till svenska.

## Rollista
- Clarence Nash – Kalle Anka
- James MacDonald – Björnen Humphrey (inget tal)
- Bill Thompson – skogvaktare J. Audubon Woodlore[7]